# Wojciech Tumidalski
Wojciech Tumidalski – polski dziennikarz, od 2024 redaktor naczelny Polskiej Agencji Prasowej.

## Życiorys
W dzieciństwie należał do Związku Harcerstwa Polskiego. W 1993 ukończył I Liceum Ogólnokształcące w Wałbrzychu. Następnie przeprowadził się do Warszawy, gdzie ukończył studia na Wydziale Dziennikarstwa i Nauk Politycznych Uniwersytetu Warszawskiego.
W 1994 rozpoczął pracę w mediach. Początkowo związany był z Radiem Sudety, dla którego relacjonował pracę Sejmu, następnie z Radiem Wałbrzych i Rozgłośnią Harcerską. W 1996 dołączył do Polskiej Agencji Prasowej. Początkowo zajmował się tematyką oświatową, w późniejszym czasie relacjonował zmiany w wymiarze sprawiedliwości, zajmował także procesami karnymi, cywilnymi i administracyjnymi. W depeszach opisywał m.in. napad na filię Kredyt Banku, aferę FOZZ, a także sprawy śmierci Tomasza Jaworskiego czy Jolanty Brzozowskiej. W styczniu 2010 został laureatem „Złotej Wagi” przyznanej przez Naczelną Radę Adwokacką. W lipcu 2011 otrzymał nagrodę „Dziennikarza roku” od Krajowej Izby Radców Prawnych. W sierpniu 2017 odszedł z PAP za porozumieniem stron.
W październiku 2017 dołączył do działu prawnego w redakcji „Rzeczpospolitej”. W 2018 został nominowany do nagrody Grand Press w kategorii „dziennikarstwo specjalistyczne” za tekst pt. „Raport o polskim sądownictwie”, którego był współautorem.
1 lutego 2024 powrócił do Polskiej Agencji Prasowej, w której objął stanowisko redaktora naczelnego.

## Nagrody i wyróżnienia
- 2018: nominacja do nagrody Grand Press w kategorii „dziennikarstwo specjalistyczne”;
- 2011: nagroda „Dziennikarza roku” przyznana przez Krajową Izbę Radców Prawnych;
- 2010: nagroda „Złota Waga” przyznana przez Naczelną Radę Adwokacką.